# Assedio di Exeter (1068)
L'assedio di Exeter avvenne all'inizio del 1068, quando Guglielmo il Conquistatore, diventato re d'Inghilterra, marciò verso occidente con un esercito congiunto composto da Normanni e inglesi. L'intento era quello di costringere alla resa la città di Exeter, nel Devon, una roccaforte della resistenza degli anglosassoni contro il dominio normanno conseguente alla conquista normanna dell'Inghilterra. Dopo un assedio durato diciotto giorni, la città si arrese a Guglielmo a condizioni generose, permettendo ai Normanni di consolidare il loro controllo sulla regione occidentale.

## Contesto storico
Exeter ebbe origine come civitas romana chiamata Isca Dumnoniorum, fortificata da una cinta muraria intorno al 200 d.C.. Divenne poi un insediamento fortificato anglosassone (burh), e si dice che nel X secolo il re Atelstano ordinò la riparazione e il potenziamento delle mura romane.
Dopo la battaglia di Hastings dell'ottobre 1066, Guglielmo, duca di Normandia, marciò verso Londra e, stabilitosi a Berkhamsted, accettò la resa dei massimi nobili; fu di conseguenza incoronato re d'Inghilterra all'abbazia di Westminster il giorno di Natale. Dopo la morte del precedente re, Aroldo Godwinson, sua madre, Gytha Thorkelsdóttir, si rifugiò a Exeter, che quindi divenne il principale fulcro della resistenza anglosassone della regione occidentale. Gytha godeva di una notevole ricchezza, e sperava nell'arrivo dei tre figli di Aroldo, Godwin, Edmondo e Magnus, che erano andati in Irlanda a formare un esercito. Il cronista Orderico Vitale afferma che inviò messaggi alle varie città e cittadine limitrofe chiedendo loro sostegno e che era in contatto con suo nipote, Sweyn II di Danimarca.
Nel marzo 1067, Guglielmo aveva fatto ritorno in Normandia trionfante, ma fu informato degli eventi di Exeter. Secondo Orderico, alcuni soldati normanni che Guglielmo aveva mandato in Inghilterra finirono a Exeter dove furono trattati malamente; avevano affermato di essere portati fuori rotta a causa del cattivo tempo, ma erano probabilmente in una missione di ricognizione per conto di Guglielmo. Questo, unitamente al fatto che Exeter stava cercando sostegno per un'insurrezione, indusse Guglielmo a richiedere formalmente la fedeltà della città. Quando arrivò la risposta da Exeter, era chiaro che i cittadini non solo rifiutarono di giurare lealtà al re e di permettergli di entrare in città, ma rifiutarono anche di pagare più tasse di quanto era consueto, probabilmente riferendosi a quelle pesanti tasse imposte dopo la conquista che sono descritte nella Cronaca anglosassone. Orderico racconta che Guglielmo affermò che non avrebbe accettato sudditi con quelle condizioni e tornò in Inghilterra nel dicembre 1067. Al tempo, vi erano altre minacce al dominio normanno, come la rivolta di Eadric il Selvaggio nell'Herefordshire e un fallito assalto al castello di Dover, ma la sfida posta dai cittadini di Exeter, alleati con i figli di Aroldo e probabilmente con i danesi, era ritenuta la questione più urgente.

## La marcia di Guglielmo verso ovest

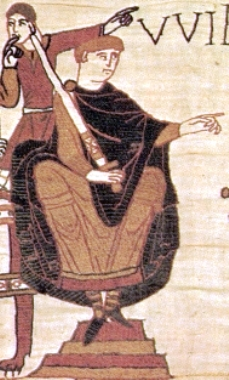
Il duca normanno e poi re d'Inghilterra Guglielmo I, raffigurato nell'arazzo di Bayeux.

Prima di dirigersi verso Exeter, re Guglielmo celebrò il Natale a Londra. Il fatto che scelse di iniziare la campagna militare in pieno inverno indica la determinazione di Guglielmo di sferrare un attacco preventivo contro gli anglosassoni, per annientare la resistenza il prima possibile. Per la prima volta, Guglielmo integrò la sua cavalleria normanna con il fyrd, la tradizionale forza di fanteria inglese, scelta che, oltre a incrementare la grandezza della sua armata, serviva per mettere alla prova la lealtà dei suoi nuovi sudditi. Durante la marcia lungo il Dorset, Guglielmo colse l'occasione per depredare quei villaggi che sembravano essere sostenitori di Exeter; i danni inflitti a Dorchester, Shaftesbury e Bridport erano ancora evidenti al tempo della grande indagine per il Domesday Book, ben diciotto anni dopo.

## Assedio

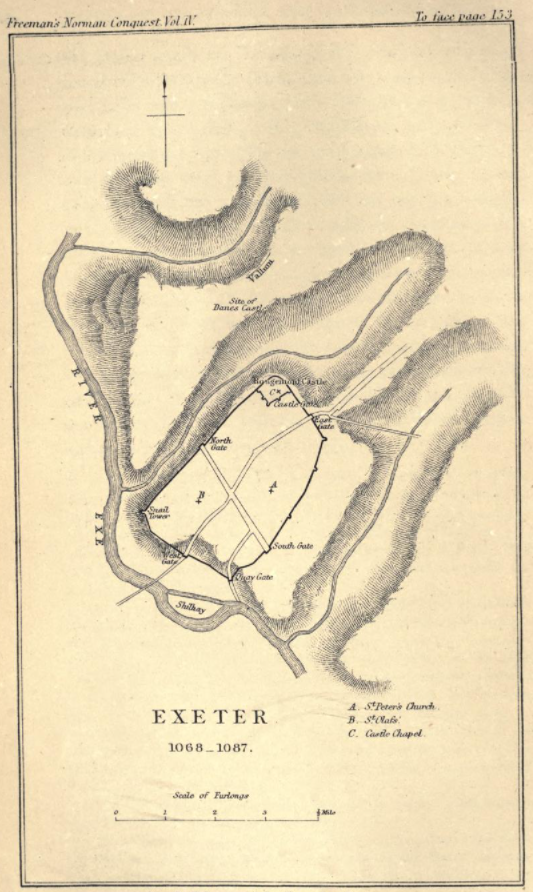
Illustrazione del XIX secolo che mostra le difese della Exeter dell'XI secolo.

Quando Guglielmò arrivò nei dintorni di Exeter, si accampò, probabilmente al villaggio di Clyst Honiton. Qui, Guglielmo incontrò una delegazione dei più importanti cittadini di Exeter, che presentò la propria resa e consegnò ostaggi come segno di garanzia. Ci sono due interpretazioni per questo incontro: secondo la prima, a Exeter si formarono due fazioni, dove una sperava in una risoluzione pacifica, mentre l'altra, capitanata da Gytha, era decisa a resistere; secondo la seconda interpretazione, invece, la resa era solo un inganno orchestrato da Gytha al fine di guadagnare tempo in attesa dell'arrivo dei figli di Aroldo con un esercito irlandese. Qualunque fosse l'intenzione, quando Guglielmo con il suo esercito arrivò al cancello orientale di Exeter, lo trovò chiuso e le mura popolate da uomini armati. In risposta a questo affronto, fece accecare uno degli ostaggi sotto gli occhi dei guardiani della città; tuttavia pare che questo non abbia scalfito la loro risolutezza: secondo Guglielmo di Malmesbury, uno degli uomini sui parapetti rispose tirandosi giù i calzoni e scoreggiando davanti ai Normanni.
I vari resoconti sui dettagli dell'assedio divergono in alcuni punti e sono difficili da conciliare. Secondo la versione D della Cronaca anglosassone attribuita a Giovanni di Worcester, l'assedio durò per diciotto giorni e l'esercito di Guglielmo subì pesanti perdite, presumibilmente durante assalti diretti. A un qualche momento durante la battaglia, Gytha, scortata da alcuni suoi sostenitori, fuggì dalla città in barca lungo il fiume Exe, indicazione del fatto che l'esercito di Guglielmo non era assistito da una flotta. Orderico afferma che Guglielmo riuscì infine a far breccia nelle mura scavando, la prima attestazione dell'utilizzo di questa tecnica in Inghilterra. Comunque, l'assedio fu concluso da negoziati piuttosto che da una conquista; secondo Orderico, i cancelli furono aperti e i cittadini, preceduti dai prelati che portavano libri sacri e reliquie, imploravano clemenza. Tutte le fonti sono concordi nel dire che le condizioni che Guglielmo pose in cambio della fedeltà della città furono generose; la Cronaca aggiunge che accettò anche che le tasse rimanessero ai livelli precedenti alla conquista. Inoltre, il re normanno impedì ai suoi soldati di rivendicare il loro tradizionale diritto di saccheggio, posizionando guardie affidabili ai cancelli per assicurare la sicurezza della città.

## Conseguenze

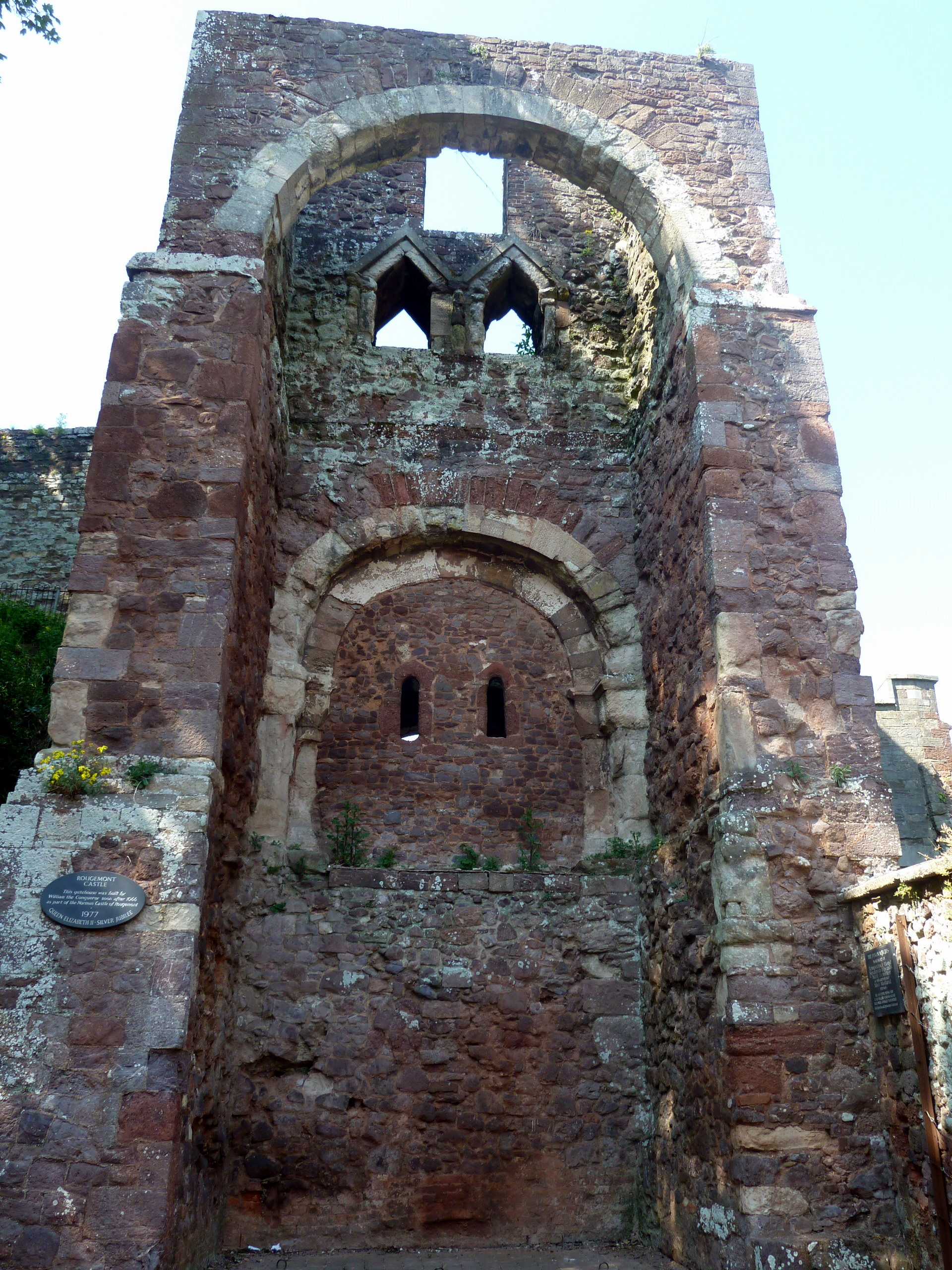
L'entrata normanna del castello di Rougemont, costruita poco dopo l'assedio

Guglielmo ordinò la costruzione di un castello di pietra per sorvegliare Exeter: il castello di Rougemont fu quindi eretto dentro la cinta muraria nordorientale. L'insolita generosità di Guglielmo nei confronti di Exeter potrebbe essere da imputare alla necessità di portare la regione occidentale sotto il suo controllo il prima possibile. L'antiquario William Hals speculò che Cadoc, conte di Cornovaglia prima della conquista, che aveva giurato fedeltà a Guglielmo per il suo dominio, potrebbe aver aiutato i ribelli di Exeter e fu perciò privato del suo titolo. Ad ogni modo, è invece appurato che Guglielmo marciò con il suo esercito fino in Cornovaglia come dimostrazione di forza, prima di tornare a Winchester per celebrare la Pasqua. La guarnigione lasciata a Exeter era inizialmente guidata da Guglielmo di Vauville ma passò poco dopo a Baldwin fitzGilbert (o de Meulles), mentre Brian di Bretagna fu fatto conte della regione occidentale.
Gytha e il suo seguito salparono da Exeter assediata per il canale di Bristol, dove stabilì una base sull'isola di Flat Holm, forse nella speranza di incontrare la spedizione dei nipoti dall'Irlanda. Successivamente, andò a Saint-Omer nelle Fiandre, dove era stata in esilio con suo marito Godwin del Wessex nel 1051, e non fece mai più ritorno in Inghilterra. I figli di Aroldo arrivarono solo alla fine dell'anno; i cittadini di Bristol chiusero loro i cancelli e furono poi sconfitti a Bleadon dal conte inglese Eadnoth lo Stalliere, che fu ucciso nello scontro. Nell'anno seguente, il 1069, i figli di Aroldo organizzarono una seconda incursione nel Devon, stavolta dalla costa meridionale, ma Exeter rimase leale a Guglielmo e rifiutò di sostenerli.